# Tobias Vedovelli
Tobias Vedovelli (* 24. August 1993) ist ein österreichischer Jazzmusiker (Bassgitarre, Kontrabass, Komposition).

## Leben und Wirken
Vedovelli, der aus Hohenems stammt, studierte zunächst am Konservatorium Wien Privatuniversität bei Werner Feldgrill. 2011 absolvierte er am Vienna Music Institute sein Bass- und Kompositionsstudium bei Robert Riegler, Raphael Preuschl und Oliver Steger. 
Vedovelli lebt seit seinem Studium in Wien, wo er als Bassist sowie Komponist und Arrangeur tätig ist. Er gehörte zu Bands wie Robinson (2013–2015), Yasmo und die Klangkantine (seit 2014) um Yasmin Hafedh, Constant Quartet (seit 2019) oder dem Ensemble Kuhle Wampe (seit 2011). Sein Quartett Polykleitos Dialog (mit dem Saxophonisten Fabian Rucker, dem Pianisten Mike Tiefenbacher und dem Schlagzeuger Michael Prowaznik) entstand 2017 und arbeitete dann als PolD. 2023 gründete er gemeinsam mit Martin Eberle und Štěpán Flagar das Trio Haezz, das durch sein gleichnamiges Album (2024) bekannt und als neues „All-Star-Trio des österreichischen Jazz“ bezeichnet wurde. 2025 präsentierte er ein Soloprogramm im Porgy & Bess. Weiterhin arbeitete er mit Wolfgang Puschnig, Michael Moore, Maria Hofstätter, Herbert Pirker, Rolf Kühn, Matthias Muche, Ralph Mothwurf und Mira Lu Kovacs. Zudem ist er Mitgründer des Wiener Labels „Waschsalon Records“. 
2021 erhielt Vedovelli das Startstipendium des Bundeskanzleramts.